# Cousinia carduncelloidea
Cousinia carduncelloidea là một loài thực vật có hoa trong họ Cúc. Loài này được Regel & Schmalh. mô tả khoa học đầu tiên năm 1882.